# Psyllaephagus arsanes
Psyllaephagus arsanes är en stekelart som först beskrevs av Walker 1839.  Psyllaephagus arsanes ingår i släktet Psyllaephagus och familjen sköldlussteklar. Inga underarter finns listade i Catalogue of Life.